# Ли Си Цын
Ли Си Цин (или Ли Сицын; кит. 李西青) — вымышленный советский ас, уничтожавший японские самолёты в небе над Китаем и самолёты Вооружённых сил США в небе над Кореей и Вьетнамом (во время Японо-китайской, Корейской и Вьетнамской войн), герой песни, анекдотов и армейского фольклора.

## Краткое описание
«Ли Си Цын» является своеобразной литерацией русской фамилии Лисицын на восточно-азиатский (в русском представлении) манер. Кроме того, это китайское имя, не характерное для Кореи и Вьетнама. Из песен известно лишь, что в небе над Вьетнамом американского пилота сбивает некий ас, пилот МиГ-17, про которого вьетнамцы говорят сбитому американцу: «Сбил тебя наш лётчик Ли Си Цын», однако говорит Ли Си Цын на русском языке.

## История появления и реальные прототипы
В 1938 году советские лётчики оказали помощь армии Китая в войне против японцев. По дипломатическим причинам эта помощь не освещалась в прессе, но в 1939—1940 годах вышли две книги, посвящённые боевым действиям советских военных: «Крылья Китая. Записки военного лётчика», приписываемая капитану Ван Си и «Записки китайских лётчиков», приписываемая Фын Ю-ко. В действительности первую книгу написал Юрий (Георгий) Александрович Жуков по рассказам лётчика А. Грисенко, а вторую — журналист Юрий (Георгий) Михайлович Корольков. Все упомянутые в книгах советские лётчики были названы китайскими именами: Ван Ю-шин (Ванюшин), Ли Си-цын (Лисицын), Ху Бе-нхо (Губенко).
В начале 1950-х годов анекдоты о Ли Си Цыне получили новый толчок в развитии. Так как Советский Союз официально не участвовал ни в Корейской, ни во Вьетнамской войнах, то открыто о присутствии советских военных специалистов и об участии их в боестолкновениях и воздушных боях, разумеется, не сообщалось, а сами лётчики советского авиакорпуса в Корее и военные советники находились под действием подписки о неразглашении, хотя существуют и иные сведения.

Надо сказать, что хотя участие СССР в войне в Корее не афишировалось, я не давал никаких подписок о неразглашении своего участия в воздушных боях. Более того, мы свободно рассказывали о них не только в воинских частях, но и в школах, в которые нас приглашали.
— Крамаренко С. М. Против «мессеров» и «сейбров». — М.: Эксмо, 2006.
По этому поводу воевавший в Корее трижды Герой Советского Союза лётчик Иван Никитович Кожедуб (псевдоним во время боевых действий в составе Группы советских военных специалистов в Корее — Крылов) рассказывал:

— И, наконец, разберёмся-таки с количеством сбитых лично вами самолётов? 

— Да, у меня была другая фамилия, — смеется маршал, — Ли-Си-Цын. Годится? Впрочем, вся эта «маскировка» была шита белыми нитками. Когда бой начинался, общались, разумеется, по-русски: «Паша, прикрой, атакую…»

Из воспоминаний Героя Советского Союза лётчика Евгения Пепеляева:

Летать приходилось с корейскими опознавательными знаками и в китайской форме. Кожедуб лично отбирал лётчиков, имевших или фронтовой опыт, или хорошо освоивших самый совершенный по тем временам реактивный истребитель МиГ-15. Советских пилотов, участвовавших в боях, переодевали в униформу китайских народных добровольцев, в документы вписывали китайские имена и фамилии типа Си-Ни-Цын или Ли-Си-Цын, а на «МиГах» красовались корейские опознавательные знаки. Такие меры принимались, чтобы не вызвать осуждения советского вмешательства в дела Кореи со стороны ООН и мировой общественности.

Ли Сицин (李西青, романизируется через пиньинь как Li Xi-Qing) является реально существующим китайским именем.

## В военной мемуаристике
- Борис Кудаев. «Переводчики»[14]
- Андрей Петухов. «Память о службе»[15]

Из военной мемуаристики известно, что имя Ли Си Цин стало модным прозвищем для военнослужащих среднеазиатского происхождения с фамилией Лисицын.